# KOBUKURO LIVE TOUR 2015 "奇跡" FINAL at 日本ガイシホール
『KOBUKURO LIVE TOUR 2015 "奇跡" FINAL at 日本ガイシホール』（コブクロ ライブツアー 2015 きせき ファイナル アット にほんガイシホール）は、フォークデュオコブクロの11枚目のライブDVD、及びライブBlu-rayである。2015年12月16日発売。発売元はワーナーミュージック・ジャパン。

## 概要
- 2015年8月30日に行われた名古屋市総合体育館（日本ガイシホール）でのツアーファイナルを収録。DVDは2枚組、Blu-rayは1枚。
- 今ツアーはコブクロとして過去最大規模の約30万人を動員したツアーで、去年引き続きセンターステージでのツアーである。
- 初回限定盤には、京セラドーム大阪でのサプライズ共演となったTHE BOOMの宮沢和史とのコラボ映像が収録されている。

## 収録曲

### DISC-1
| #   | タイトル                 | 作詞・作曲          |
| --- | ------------------------ | ------------------- |
| 1.  | 「オープニング」         |                     |
| 2.  | 「奇跡」                 | 小渕健太郎          |
| 3.  | 「Summer rain」          | 小渕健太郎          |
| 4.  | 「轍」                   | 小渕健太郎          |
| 5.  | 「MC」                   |                     |
| 6.  | 「今、咲き誇る花たちよ」 | 小渕健太郎          |
| 7.  | 「願いの詩」             | 小渕健太郎          |
| 8.  | 「信呼吸」               | 小渕健太郎          |
| 9.  | 「永遠にともに」         | 小渕健太郎          |
| 10. | 「MC」                   |                     |
| 11. | 「hana」                 | 小渕健太郎          |
| 12. | 「水面の蝶」             | 小渕健太郎          |
| 13. | 「Twilight」             | 小渕健太郎          |
| 14. | 「MC」                   |                     |
| 15. | 「遠くで••」             | 小渕健太郎          |
| 16. | 「桜」                   | 小渕健太郎•黒田俊介 |
| 17. | 「DOOR」                 | 黒田俊介            |
| 18. | 「MC」                   |                     |

### DISC-2
| #   | タイトル               | 作詞・作曲                                       |
| --- | ---------------------- | ------------------------------------------------ |
| 1.  | 「NO PAIN, NO GAIN」   | - 小渕健太郎•黒田俊介（作詞） - 布袋寅泰（作曲） |
| 2.  | 「風になりたい」       | 宮沢和史                                         |
| 3.  | 「42.195km」           | 小渕健太郎                                       |
| 4.  | 「サヨナラ HERO」      | 小渕健太郎                                       |
| 5.  | 「memory」             | 小渕健太郎                                       |
| 6.  | 「アンコールMC」       |                                                  |
| 7.  | 「星が綺麗な夜でした」 | 小渕健太郎                                       |
| 8.  | 「MC」                 |                                                  |
| 9.  | 「ココロの羽」         | 小渕健太郎                                       |
| 10. | 「クロージング」       |                                                  |

| #  | タイトル                                                   | 作詞・作曲 |
| -- | ---------------------------------------------------------- | ---------- |
| 1. | 「風になりたい with 宮本和史」(Live at 京セラドーム大阪)   | 宮本和史   |
| 2. | 「星のラブレター with 宮本和史」(Live at 京セラドーム大阪) | 宮本和史   |
| 3. | 「"奇跡" TOUR DOCUMENTARY」                                |            |

## バンドメンバー
- 福原将宜：Guitar, Band Master
- 山口寛雄：Bass
- 小田原豊：Drums
- 松浦基悦：Piano, Organ
- 坂井"Lumbsy"秀彰：Percussion
- 漆原直美：1st Violin
- 藤縄陽子：2nd Violin
- 渡邉智生：Viola
- 原口梓：Cello

## ライブ音源CD
『KOBUKURO LIVE TOUR 2015 "奇跡" FINAL at 日本ガイシホール』は、コブクロのライブ・アルバム。CDは2016年6月15日発売『TIMELESS WORLD』特別限定セットのみの生産で、現在は販売終了している。2019年3月20日からは配信が開始されている。

### 概要
2016年リリースの9thアルバム『TIMELESS WORLD』の発売時に、特別限定セットとして、当時リリースされていた映像作品全11作品(ファンサイト限定品除く)がアルバム1枚につき1作選べるセットで発売された。完全受注生産のため、生産は終了している。
2019年3月20日からは各音楽サイトにて配信が開始している。
CDのジャケットは、同タイトルのDVDのジャケットを小渕がイラストで再現したものとなっている。
配信版のジャケットはDVDと同様のものとなっている。
なお、収録されているのはDVD版の本編のみで、ボーナス映像にあたる箇所については、収録されていない。

### 収録曲
DISC1
| #         | タイトル                 | 作詞・作曲 | 時間  |
| --------- | ------------------------ | ---------- | ----- |
| 1.        | 「オープニング」         |            | 2:58  |
| 2.        | 「奇跡」                 | 小渕健太郎 | 5:48  |
| 3.        | 「Summer rain」          | 小渕健太郎 | 6:20  |
| 4.        | 「轍-わだち-」           | 小渕健太郎 | 8:24  |
| 5.        | 「MC」                   |            | 14:49 |
| 6.        | 「今、咲き誇る花たちよ」 | 小渕健太郎 | 4:59  |
| 7.        | 「願いの詩」             | 小渕健太郎 | 4:16  |
| 8.        | 「信呼吸」               | 小渕健太郎 | 4:49  |
| 9.        | 「永遠にともに」         | 小渕健太郎 | 5:36  |
| 合計時間: | 合計時間:                | 合計時間:  | 57:59 |

DISC2
| #         | タイトル     | 作詞・作曲          | 時間  |
| --------- | ------------ | ------------------- | ----- |
| 1.        | 「MC」       |                     | 2:50  |
| 2.        | 「hana」     | 小渕健太郎          | 5:38  |
| 3.        | 「水面の蝶」 | 小渕健太郎          | 5:26  |
| 4.        | 「Twilight」 | 小渕健太郎          | 5:43  |
| 5.        | 「MC」       |                     | 3:37  |
| 6.        | 「遠くで••」 | 小渕健太郎          | 9:01  |
| 7.        | 「桜」       | 小渕健太郎•黒田俊介 | 7:25  |
| 8.        | 「DOOR」     | 黒田俊介            | 7:01  |
| 9.        | 「MC」       |                     | 18:04 |
| 合計時間: | 合計時間:    | 合計時間:           | 64:45 |

DISC3
| #         | タイトル               | 作詞・作曲                                       | 時間  |
| --------- | ---------------------- | ------------------------------------------------ | ----- |
| 1.        | 「MC」                 |                                                  | 1:17  |
| 2.        | 「NO PAIN, NO GAIN」   | - 小渕健太郎•黒田俊介（作詞） - 布袋寅泰（作曲） | 5:21  |
| 3.        | 「風になりたい」       | 宮沢和史                                         | 7:32  |
| 4.        | 「42.195km」           | 小渕健太郎                                       | 6:29  |
| 5.        | 「サヨナラ HERO」      | 小渕健太郎                                       | 4:33  |
| 6.        | 「memory」             | 小渕健太郎                                       | 7:31  |
| 7.        | 「アンコールMC」       |                                                  | 7:36  |
| 8.        | 「星が綺麗な夜でした」 | 小渕健太郎                                       | 4:57  |
| 9.        | 「MC」                 |                                                  | 2:37  |
| 10.       | 「ココロの羽」         | 小渕健太郎                                       | 8:32  |
| 11.       | 「クロージング」       |                                                  | 9:44  |
| 合計時間: | 合計時間:              | 合計時間:                                        | 66:09 |

収録
2015年8月27日 日本ガイシホール